# Polimerizacija
Polimerizacija je kemijski proces, v katerem se monomer ali mešanica monomerov pretvori v polimer.
Polimerizacije so zaradi različnih reakcijskih mehanizmov razvrščene v več kategorij. Polimeri so lahko linearni (verige) ali prostorsko zamreženi.
Prvi, ki je sintetiziral polimerno molekulo, je bil kemik Adolf von Baeyer (1835–1917), ki je s polikondenzacijo fenola in formaldehida pridobil bakelit ter s tem postavil osnove kemiji polimerov. Nemški kemik Hermann Staudinger, ki se je ukvarjal predvsem s kemijo polimerov, je naposled postavil tezo, da je polimerizacija verižna reakcija, pri kateri nastanejo velemolekule. 

## Uvod
Kemijske spojine polimerizirajo po zelo različnih bolj ali manj zapletenih mehanizmih, ki so odvisni predvsem od funkcionalnih skupin monomerov in prostorskih ovir, ki jih povzročajo nanje vezane skupine.
Najbolj linearno polimerizirajo alkeni, ki so relativno stabilni zaradi σ vezi med ogljikovimi atomi. V to kategorijo spadata na primer polietilen in polivinilklorid (PVC). Njuna polimerizacija poteka po relativno enostavnem radikalskem mehanizmu. Oba omenjena polimera spadata med homopolimere, ker sta zgrajena iz enakih, ponavljajočih se monomernih enot. Polimeri, sestavljeni iz dveh ali več vrst monomerov, so heteropolimeri ali kopolimeri.
Nekateri monomeri, kot so formaldehid hidrati ali enostavneje formaldehid, lahko polimerizirajo že pri zelo nizkih temperaturah (približno –80 °C) in tvorijo trimere, polimere, sestavljene iz treh monomernih enot. Ti polimeri lahko tvorijo obroče in s še enim monomerom tetramere. Produkti s še nekaj več monomeri, ki še vedno spadajo med majhne molekule, se imenujejo oligomeri.
Polimerizacija, ki ni dovolj zavirana in zato poteka z veliko hitrostjo, je lahko zelo nevarna in lahko povzroči požar ali eksplozijo.

## Koračna polimerizacija
Predpogoj za koračno ali stopenjsko polimerizacijo je monomer z najmanj dvema različnima funkcionalnima skupinama ali dva različna dvofunkcionalna monomera, ki medsebojno reagirata. V reakciji najprej nastanejo dimeri, nato trimeri in tako naprej. Pri nizkih stopnjah pretvorbe (konverzije) sta hitrost in stopnja polimerizacije zelo majhni. Reakcija doseže zmerno hitrost in visoko stopnjo polimerizacije šele pri zelo visoki stopnji pretvorbe, večji od 95 odstotkov. Potek reakcije je prikazan na naslednji sliki:
Funkcionalne skupine običajno vsebujejo heteroatome, na primer kisik in dušik. Večina postopnih polimerizacij se uvršča med polikondenzacije, v katerih nastajajo poleg polimera tudi enostavni stranski produkti (kondenzati), na primer voda. Postopne polimerizacije, v katerih  kondenzati ne nastajajo, so poliadicije. Takšna je na primer poliadicija izocianatov in dvofunkcionalnih alkoholov, v kateri nastanejo poliuretani.
Da bi se odpravile neskladnost v poimenovanju polikondenzacij in poliadicij, sta se uvedli definiciji kondenzacijskega in adicijskega polimera. Kondenzacijski polimeri so tisti, ki med reakcijo odcepljajo majhne molekule ali v glavni verigi vsebujejo heteroatome ali njihove ponavljajoče se enote ne vsebujejo vseh atomov, ki bi jih vseboval njihov hipotetični monomer, v katerega bi se razgradili.

## Verižna polimerizacija
Verižna polimerizacija je adicijska polimerizacija, ki poteka kot verižna reakcija. Monomeri vsebujejo dvojne ali trojne vezi ogljik–ogljik. Glavna veriga polimera je običajno sestavljena samo iz ogljikovih atomov. Med takšne polimere spadajo polietilen, polipropilen, polivinilklorid (PVC) in polistiren.  
V radikalski polimerizaciji etena se prekine vez π, sproščena elektrona pa se premestita in tvorita nova propagacijska centra, na katerih se nadaljuje rast verige.  Oblika propagacijskega centra je odvisna od adicijskega mehanizma. Polimerizacija se lahko začne preko več mehanizmov. Eden od prvih je bil  mehanizem s prostimi radikali. Prosti radikali so zelo reaktivni atomi ali molekule, ki imajo neparne elektrone. Prosti radikalski mehanizem se lahko razdeli v tri faze: iniciacija verige, rast verige (propagacija)  in zaključek verige (terminacija). 
Radikalska adicijska polimerizacija etena poteka pri visokih temperaturah in tlakih, približno 300 °C in 2000 atm. Večina drugih radikalskih polimerizacij ne zahteva tako ekstremno visokih temperatur in tlakov. V teh reakcijah je teže nadzirati potek reakcije, kar ima za posledico bolj razvejane verige. Poleg tega se rast verige lahko prekine naključno, kadar trčita dve reaktivni verigi. To seveda pomeni, da je težko nadzirati tudi dolžino posamezne verige. Novejši postopki polimerizacije, podobni postopkom s prostimi radikali, ki omogočajo večji nadzor nad potekom polimerizacije, vključujejo Ziegler-Nattov katalizator.
Med druge oblike verižne polimerizacije spadata kationska adicijska polimerizacija in anionska adicijska polimerizacija, ki se zaradi strogih reakcijskih pogojev, kot so odsotnost vode in kisika, v industriji ne uporabljata prav pogosto. Postopka sta uporabna za nekatere monomere, na primer propilen, ki jih ni mogoče polimerizirati s prostimi radikali. 
Estri akrilne kisline vsebujejo dvojno vez C=C, ki je konjugirana z estersko skupino. Takšna zgradba molekule omogoča obe vrsti polimerizacije. Akrilni ester lahko polimerizira verižno peko dvojne vezi C=C in tvori homopolimer z ogljikovimi atomi v glavni verigi, na primer poli(metil metakrilat). Nekateri akrilni estri lahko reagirajo z diamini v nukleofilni konjugirani adiciji amino skupin. V tem primeru polimerizacija poteka koračno. Produkti so poli(amino esterski) kopolimeri, katerih glavne verige vsebujejo dušik (iz amino skupine), kisik (iz estra) in ogljik.

### Načrtovanje produkta
Za pridobivanje polimera z visoko in enakomerno molekulsko maso se uporabljajo različne metode za boljši nadzor iniciacije, propagacije in terminacije polimerizacijskega procesa in odvajanja nastale reakcijske toplote. Postopki vključujejo polimerizacijo v emulziji, raztopini, suspenziji in z obarjanjem. S temi metodami se lahko izboljšata polidisperznost in molekulska masa, hkrati pa lahko te metode povzročijo dodatne postopke, na primer za ločevanje produkta in topila.

### Fotopolimerizacija
Fotopolimerizacija je verižna polimerizacija, ki jo inicira absorpcija vidne ali ultravijolične svetlobe. Svetlobo lahko absorbira monomer (direktna fotopolimerizacija) ali fotosenzibilna snov, ki absorbirano energijo prenese na monomer. Fotopolimerizacija se od običajne termične polimerizacije istega monomera razlikuje samo po prvem koraku, iniciaciji, vsi naslednji koraki (propagacija, terminacija in prenos verige, pa ostanejo nespremenjeni.
Fotopolimerizacija je uporabna na primer v fotografiji in tiskarstvu, ker reakcija poteče samo na osvetljenih mestih. Nezreagiran monomer na neosvetljenih mestih se po končani reakciji odstrani in za seboj pusti reliefno polimerno sliko. Obstaja več oblik 3D tiska, vključno z večplastno stereolitografijo in dvofotonsko absorpcijsko 3D fotopolimerizacijo.